# Station Horodło
Station Horodło is een spoorwegstation in de Poolse plaats Horodło.